# 美しい村
『美しい村』（うつくしいむら）は、堀辰雄の中編小説。『聖家族』に次ぐ堀辰雄の初期の代表的作品で、「序曲」「美しい村 或は 小遁走曲」「夏」「暗い道」の4章から成る。「夏」の章において、のちの『風立ちぬ』のヒロインとなる少女が登場する。
まだ夏早い軽井沢の高原の村を訪れた傷心の小説家の「私」が、1人そこに滞在しながら、村で出会ったことを徒然に書いてゆくフーガ形式の物語。野薔薇や村人を題材に、牧歌的な物語の構想を描いていた「私」の目の前に、転調のように突然と現れた向日葵の少女への愛を育むうちに、生を回復してゆく過程が、バッハの遁走曲のような音楽的構成と、プルーストの影響による文体で描かれている。

## 発表経過
1933年（昭和8年）、『大阪朝日新聞』6月25日号（日曜日）に、まず「山からの手紙」（のち「序曲」）が掲載され、同年、雑誌『改造』10月号（第15巻第11号）に「美しい村 或は 小遁走曲」、雑誌『文藝春秋』10月号（第11巻第10号）に「夏」が掲載された。その翌年の1934年（昭和9年）、雑誌『週刊朝日』3月18日号（第25巻第13号）に「暗い道」が掲載された。
以上4編をまとめた『美しい村』は、冒頭にゲーテの『ファウスト』（訳：森鷗外）第二部からの一節をエピグラフとして加え、1934年（昭和9年）4月20日に 野田書房より単行本刊行された。文庫版は新潮文庫の『風立ちぬ・美しい村』ほか、岩波文庫、角川文庫で刊行されている。

## 作品成立・構成
『美しい村』は、堀辰雄が、精神的な危機状態の時に滞在した「美しい村」（軽井沢）での、その精神状態からの脱皮の過程を描いているが、堀はそのモチーフを音楽のように、「対象なり、感情なりを、すこしも明示しないで、表現」したいと考え、バッハの遁走曲（主題と対主題の応答と転調のうちに曲が展開する）を聴いたことが、小説の形式を思いついたきっかけとなった。「美しい村」の章の副題に「或は 小遁走曲」とあるのは、そのことを暗示させている。
堀は小説の構想を練りながら、毎日散歩を重ねて行くうちに、チェコスロバキア公使館の別荘から漏れ聞こえてくるバッハのト短調の遁走曲のピアノから音楽的な構成を思いついた。堀が歩いていた散歩道は、ほぼ4つであったが、前田愛は、「いったん時間の流れのなかに溶けこまされた」4つの散歩道が、「それぞれの旋律を奏でながら、やがて一つの主題へと絞り上げられて」いき、「目に見える風景の一齣一齣を、音符に組みかえ、各小節を構成して行く音楽的描法」を堀が考えたと説明している。
またそれは、主人公の「私」が4本の散歩道を繰り返し辿っていくうちに、小説の構成全体が固まっていくという「入れ子構造」を持ち、主題の発展を追求する小説家のその有様そのものを描いた、一種の「アンチ・ロマン」（反・小説）となっている。
堀は『美しい村』を書くにあたって葛巻義敏への手紙で次のように述べている。

## 文体
『美しい村』の文体は、それまでの『ルウベンスの偽画』や『聖家族』よりも、「息の長い屈曲した文体」となっており、これは『失われた時を求めて』に啓示を受けた堀が、意識的かつ意欲的にプルーストの文体を取り入れたものとされている。堀は1931年（昭和6年）4月の富士見サナトリウム入院中にプルーストを読み始めたとされている。ただし、丸岡明は堀の作品にプルーストの影のようなものが感じられるのは『風立ちぬ』からであると解説している。
本来、詩人的短編的特質の作家である堀は、自身とは異質なプルーストとの正面衝突をうまく回避しながらも、その文体を巧妙に『美しい村』に生かして、そこから『物語の女』、『風立ちぬ』に至る新しい「感情流路の形式」を得たと三輪秀彦は解説し、それは堀のいくらか「生硬な小説概念とは離れた地点」で大きな結実をもたらし、その地点から晩年の王朝文学傾倒へと繋がっていったとしている。

## 作品背景・モデル

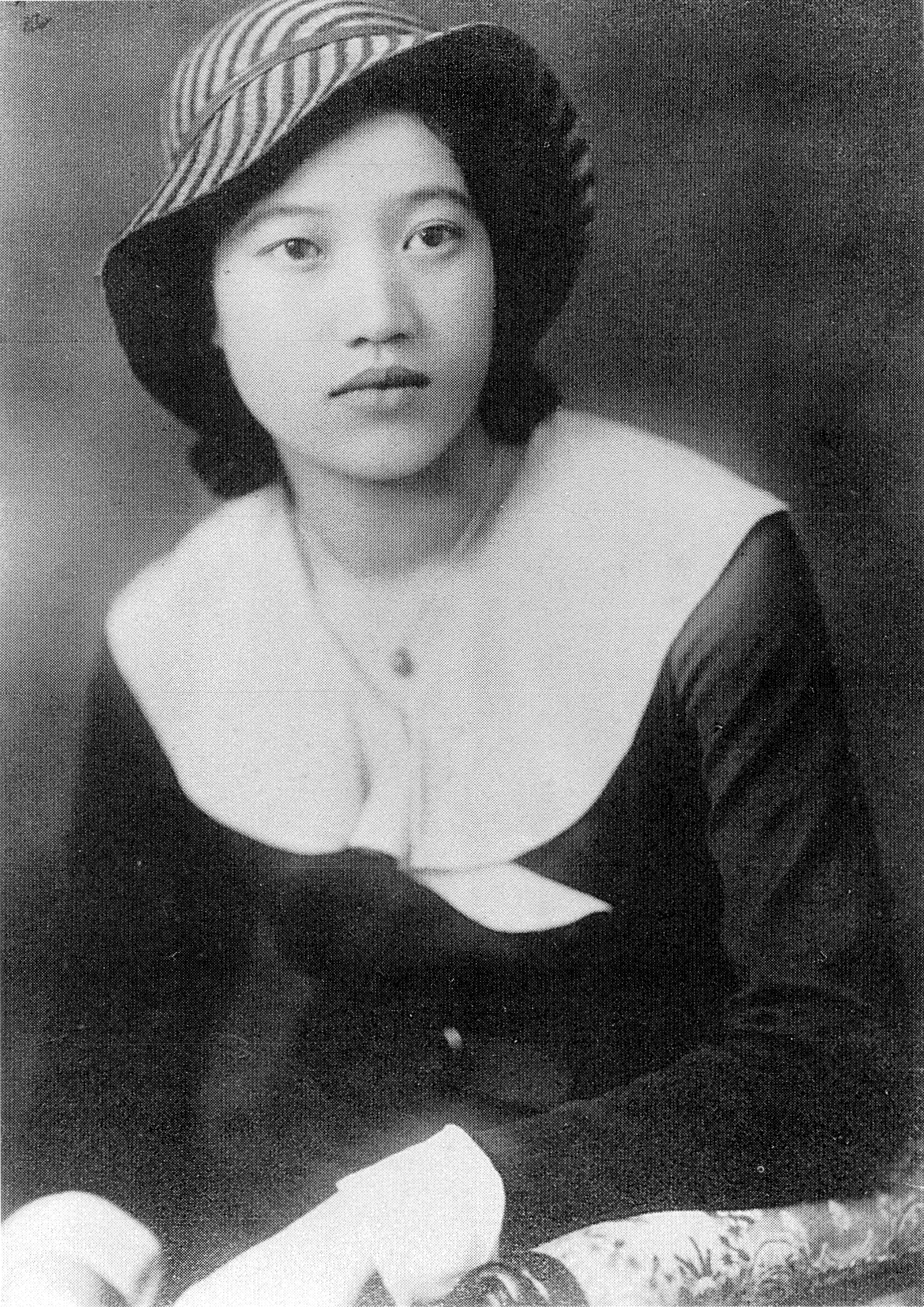
矢野綾子

堀は『聖家族』を書き上げた後、1930年（昭和5年）10月に多量喀血（結核のため）をし、翌年1931年（昭和6年）4月から富士見サナトリウムに入院し、そこを6月に退院後は、知人である軽井沢の片山広子（筆名：松村みね子）の別荘や宿屋に滞在するなど療養生活を送っていた。しかし、『美しい村』の執筆を始める1933年（昭和8年）頃は、堀が片想いしていたといわれている、松村の娘・片山総子（筆名：宗瑛）との別れがあり、そういった精神的危機からの脱皮が創作の動機となっている 。
そういった痛手から、数か月後の1933年（昭和8年）6月に軽井沢を訪れ「つるや旅館」の「つつじの間」に滞在した堀は、7月に「黄いろい麦藁帽子をかぶつた、背の高い、痩せぎすな、1人の少女」に出会うが、この「夏」の章に登場する少女のモデルが、のちに堀の婚約者となり、『風立ちぬ』のヒロインとなる矢野綾子である 。
松村みね子の一人娘である片山総子（筆名：宗瑛）は、『ルウベンスの偽画』に登場する「刺青をした蝶のやうに美しいお嬢さん」であり、また『聖家族』の細木絹子のモデルであったが、片山総子は、そのことで自分と堀が恋人関係であるかのような噂が立ち、自分の縁談話が次々と壊れることを迷惑に思い、次第に堀との距離をとったと一般的にはされている。しかし、総子が他の男と結婚したのが、堀の新しい恋人が登場する『美しい村』が刊行された1934年（昭和9年）4月の後の5月であり、堀が新恋人・矢野綾子と婚約する9月の後の10月に、総子が男との婚姻届を出しているなどのことから、総子もまた、『聖家族』のヒロイン・絹子のように堀を無邪気に愛していたのではないかという見方もあるなど、堀の失恋には諸説あり真相は明らかではない。

## 堀辰雄の散歩コース

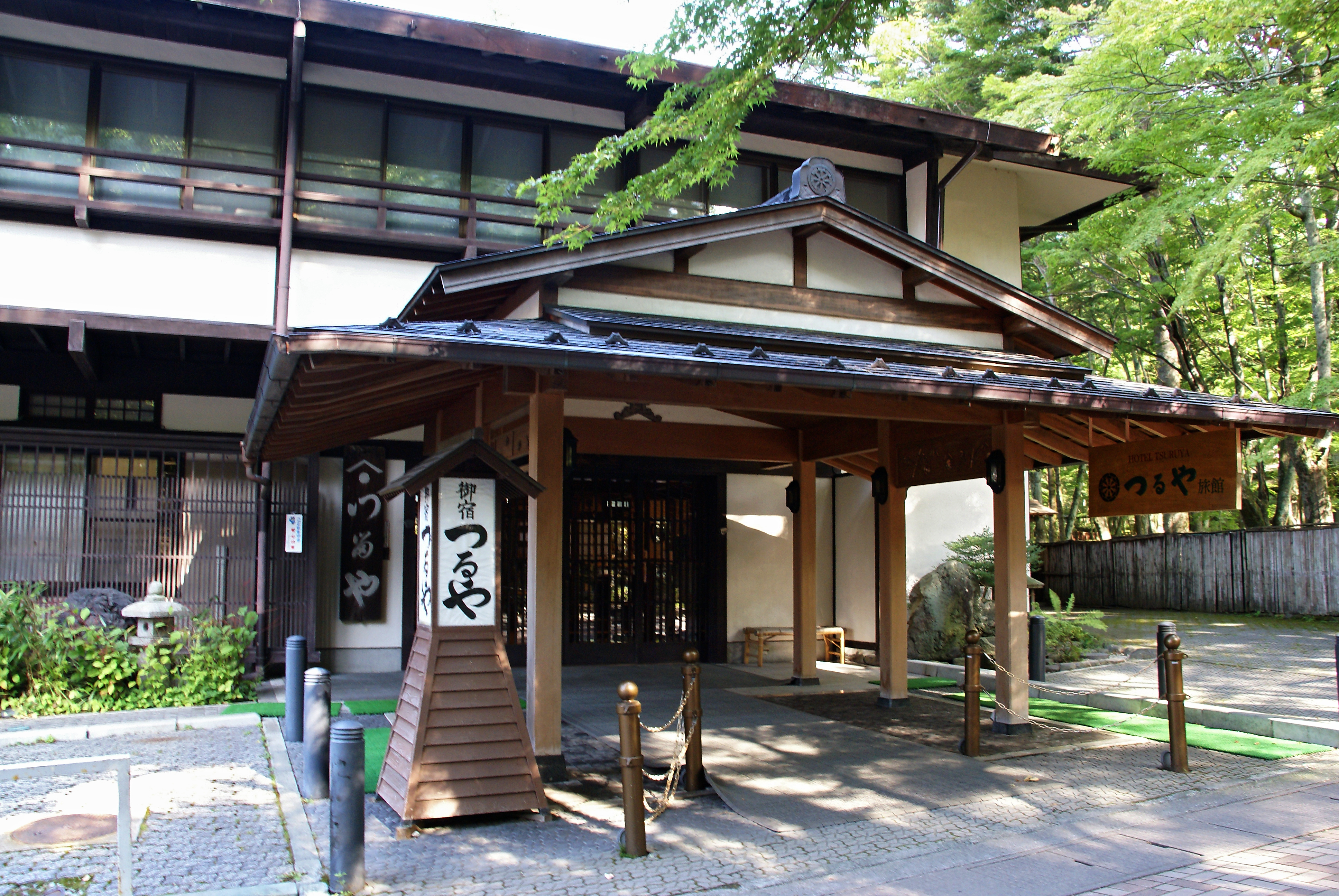
つるや旅館外観

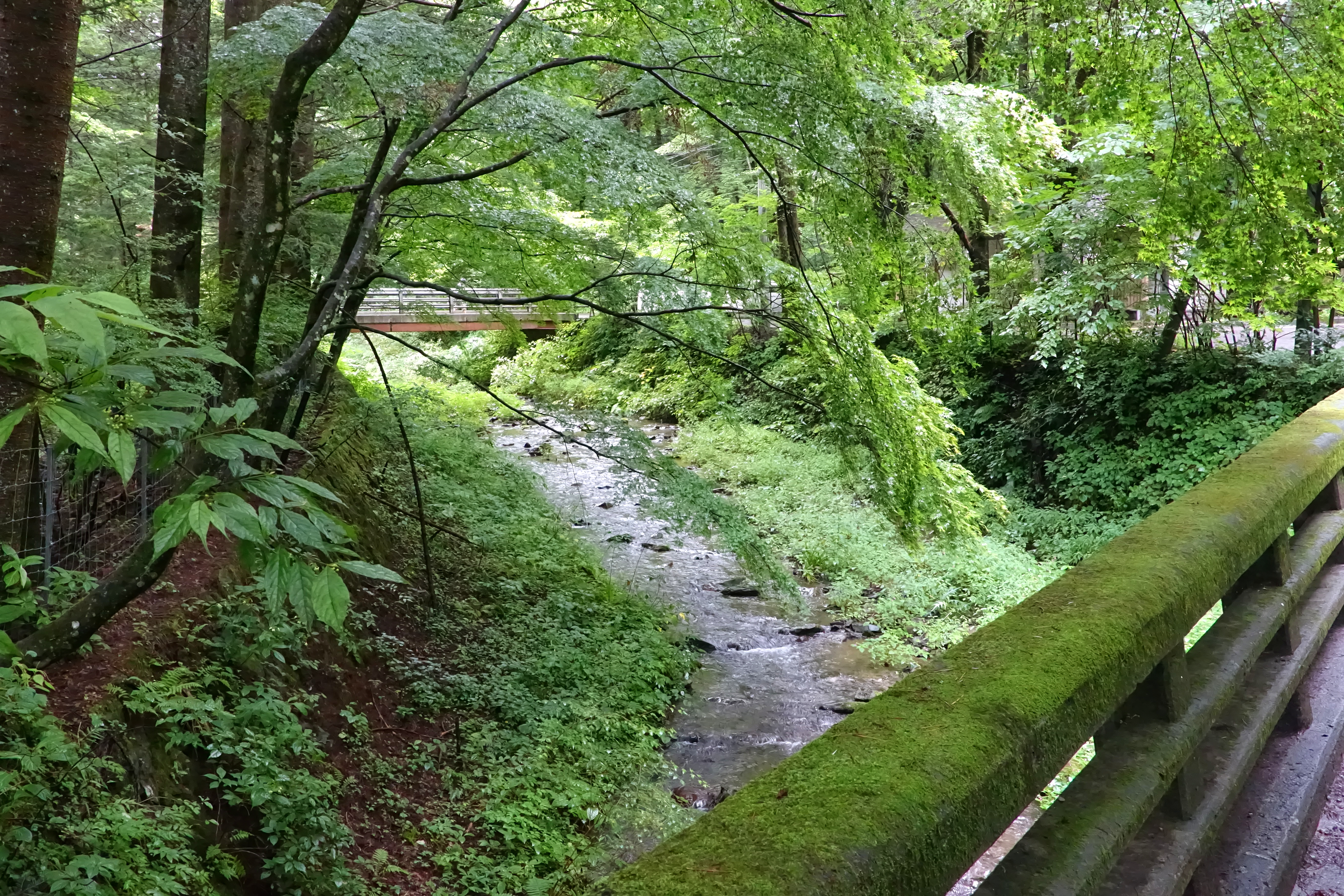
二手橋から望む矢ヶ崎川

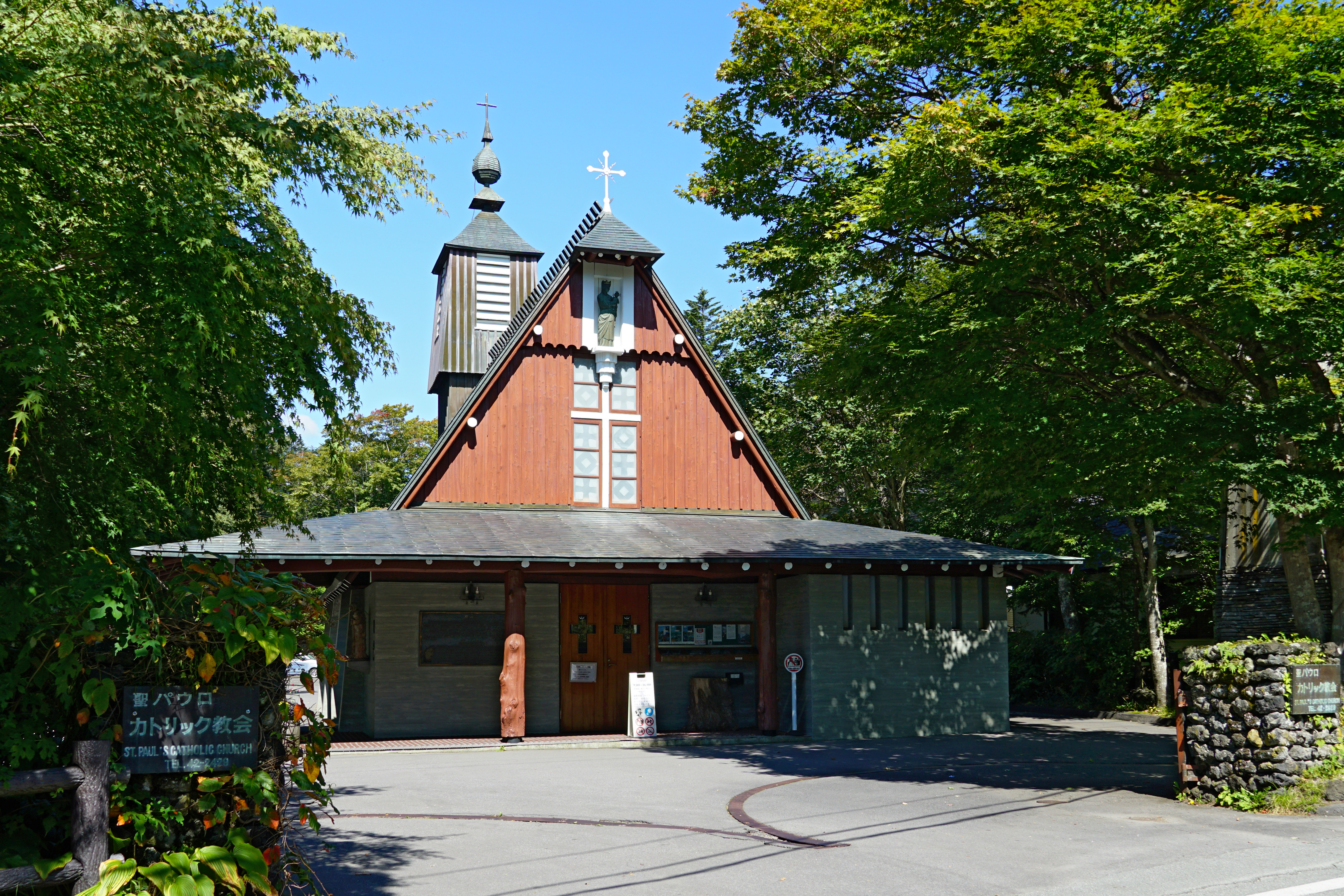
聖パウロカトリック教会外観

『美しい村』には、主人公の「私」が毎日散歩した小径から見た風景や野薔薇などが描かれ、「私」が少女にその地図を見せる場面があるが、堀自身も、その後軽井沢に転々と住まいを移していた頃、手製の村の地図を作っており、室生犀星をはじめとした友人宛ての手紙に添えて送っている。『美しい村』の堀の散歩コースをたどると、堀が宿泊していた「つるや旅館」（本町通りの一番奥まったところにある）を基点にしておもに4本の道筋がある。それらをまとめると以下のようになる。
1. 「つるや旅館」の北方向にあたる愛宕山へ向かう道
「つるや旅館」から本町通りを少し下り、福音教会の傍の横町から入って行くコース。道の両側は、旧軽井沢でも最も早くに別荘地として開けた場所である。愛宕神社に通ずる参道がある。西洋人たちが “Organ Rocks”と呼んだ天狗岩が見える愛宕山への散歩道。
2. 旧碓氷峠への道
「つるや旅館」から芭蕉の句碑を右に見て、旧中山道の坂を上って行くコース。矢ヶ崎川の渓流に架かる二手橋を渡ったところで道が二筋に別れ、右手は旧碓氷峠に向かうハイウェイとなる。左手は、堀辰雄が最初に軽井沢に住んだ家があった貯水池に通ずる道である。二手橋から200メートルほど遡った渓流沿いに室生犀星の文学碑がある。
3. サナトリウムの道
軽井沢銀座（本町通り）の中心部にあたる観光会館からテニスコート沿いに東へ進むコース。矢ヶ崎川を越えると、万平ホテルや釜の沢の別荘地帯に入り込んで行く。釜の沢を過ぎるあたりから、矢ヶ崎川の流量が急に減り、おだやかな野の川となっている。この川沿いの林の中に建っているのが、かつてサナトリウムだった「旧軽井沢ヴィラ」である。この川べりの道（「ささやきの小径」）が、堀が「サナトリウム・レイン」と呼んでいた道で、アカシアの木がたくさん並んでいる。この元サナトリウムはニール・ゴードン・マンローが院長をしていた病院で、「マンロー病院」とも呼ばれていた。
4. 水車の道（Water Wheel Road）
軽井沢銀座の裏手にあたる北裏通りのコース。現在、水車はない。もと水車のあった軽井沢聖公会（ショーハウス、ショーハウス記念館）がある。堀が愛した聖パウロカトリック教会から、軽井沢銀座に通ずる教会通りがある。水車跡の近くには、「悲しい別離を余儀なくされた女友達」のヴィラ（元片山広子の別荘）がある。また、この道は、『風立ちぬ』の最終章の舞台ともなっている。

## あらすじ
6月初め、高原の避暑地・K村（軽井沢村）を1人訪れた「私」は、最近の或る女友達との悲しい別離を主題にした小説を書くつもりであった。だが、女友達へ近況を告げる手紙も書いてみたものの、出すか出さないか分からないままに、村中を歩き回る毎日を送っている。この数年間、孤独な病院生活や、様々な出来事や別離に苦しみ、再び仕事に取りかかろうとしている「私」は、1人きりになるために、少年時の幸福な思い出と結びつけられているこの高原を数年ぶりにやって来たのだが、かつては自分を親しく包み込んでくれた様々な風景や、よく遊んでやった子供も成長し、どこかよそよそしい表情を帯びている。
しかし、「私」は村々を散歩しているうちに、自分の不幸な恋愛事件を書いてみようという思いも、今ではそんな主題に興味を失い、『アドルフ』のような小説を書きたいと思う代わりに「花だらけの額縁の中へすっぽりと嵌まり込むような古い絵のような物語」を書けたらいいと思いながらアカシアの花や野薔薇の道を行き、落葉のヴィラにひっそりと暮らす2人の老嬢や、老医師・レイノルズ博士と美しい野薔薇、気狂いの木樵りの妻とその小娘の挿話などが、おぼろげに「私」の中に浮かんでは消えてゆきながら発展してゆく。それはさながら、チェコスロバキア公使館の別荘から聞こえてきたバッハのト短調のフーガのようであった。
梅雨の晴れ間のある朝、サナトリウムの生墻に沿って行き、そこに咲く野薔薇に、「私」は10年前の少女たちとの邂逅を思い出していた。そして、その中の1人であった少女（別れた女友達）がその数日後、水車の道近くのベランダで、ふっさりと髪を垂らして籐の寝椅子にもたれている初々しい姿に出会った思い出が呼び覚まされる。それは数か月前の別れの時の冷ややかな彼女の面影と何と異なって見えることか。自然や人間の上に時間がもたらした様々な変化に「私」は深い感慨に耽った。
真夏の近づいてきたある日、窓から見える中庭の茂みの向こうに、突然、一輪の向日葵が咲きでもしたかのように眩しい少女が立っているのが見えた。黄色い麦藁帽子をかぶった、背の高い痩せぎすなその少女は、「私」の視線に気づき、好奇心いっぱいの眼差しで「私」の方を見つめた。宿の別館から出てきた父親らしき人物と少女が立ち去った後も、「私」は虚ろにそこを見つめていたが、ふと気づくとそこいら一面に夏らしい匂いが漂い出していた。「私」が居た離れが修繕されるため、「私」は別館の方へ移り、まだ他に滞在客のいないそこで、「私」と少女と2人だけの背中合わせの生活が始まった。
「私」は部屋で「美しい村」という物語を書く仕事に没頭した。物語の結尾は、気まずい別れをした女友達との再会を恐れて彼女がやって来る季節の前にこの村を立ち去るというふうに書こうとしていた。例の少女は毎朝決まった時間に絵具箱をぶらさげて出かけていった。そのうち少女と会話を交わすようになった「私」は、手製の村の地図を彼女に見せて、一緒に出かけるようになった。彼女と見る風景は、以前悲しい目で見た感慨とは一変し、今ではもう「私」には魅力もなくなっていた。「私」は、打ち解けはじめた少女と一緒にいたい気持ちが強くなり、村を立ち去るのをやめ、これまで近づきにくかった女友達の別荘のある水車の道のあたりへも散歩の道を延ばすようになった。やがて「私」と少女は腕を組んで歩くまでに親しくなってゆく。

## 登場人物
私
小説家。3年ぶりに、まだ夏にならない6月からK村（軽井沢）を1人で訪れ、宿屋の奥の離れに滞在中。3年前に病気を発病し、その年の10月頃までも軽井沢に滞在していた。以前は毎年のように夏に訪れていた。現在は病気が少し回復してきている。学生時代はニーチェに心酔していた。数か月前に或る女友達と別れた。
老嬢
ドイツ人の2人の老嬢。お天狗様のいる丘の古いヴィラで、毎夏いつも2人でひっそりと暮らしている。MISSのついた苗字が二つ書いてある真白な名札が立っている。片方は「MISS SEYMORE」（セエモオル）という名前。銀色の毛髪をして、何となく子供子供した顔をしている方の老嬢だけを、「私」はよく覚えている。昔から「私」は自分の気に入ったタイプの人物にしか関心を持たない習癖があり、自分でそれを作家としての大きな才能の欠陥のように考えている。
爺や
「私」の滞在する宿屋の爺や。庭掃除をしている。細木夫人（「私」が失恋した女友達の母親）から別荘の庭へ羊歯を植えておくように頼まれている。
太郎
「私」の滞在する宿屋の長男。「私」が昔よく遊んでやった子供。成長して生意気ざかりになっている。「私」を見ても、弟を連れ去りながら、振り向こうともしない。
次郎
「私」の滞在する宿屋の次男。太郎の弟。昔の太郎と同じような顔、同じような眼差、同じような声。「私」は太郎と間違えて呼びかける。
レイノルズ博士
サナトリウムの老外国人医師。霧の日に蝙蝠傘の下で、野薔薇の木を一心に見守っていた。もう40年間も村で暮らしている。すぐ近くの自宅から病院へ出勤している。なぜか村人たちに憎まれるようになり、留守中に自宅が放火され、長年かかって研究して書いた論文が灰に帰したことがあった。それ以来、医師は妻子をスイスに帰し、自分だけ頑固に1人きりで看護婦相手に暮らしている。
子供たち
東北の方角の峠で力餅などを売っている家の3人兄弟。大きい方の子は11、2歳で、小さい方の子は7歳くらい。「私」は散歩中に子供たちから、山葡萄だの通草、小鳥の巣のある場所、抜け道などを教えてもらう。茱萸の実を取って頬張る。
小娘
藁屋根の小屋（氷倉）にいた娘。父親は木樵り。母親はきちがい。母親はときどき川の中で怒鳴っている。父親はいつも酔っ払って、妻を叱りつけるような調子。
少女
向日葵のように眩しい少女。油絵を描きに村にやって来た。背の高い、痩せぎすな少女。いつも黄色い麦藁帽子をかぶっている。7月頃から「私」と同じ宿に宿泊するようになる。徐々に「私」と打ち解けて、親しくなる。
花屋の主人
水車の道の横町に二軒並んだ花屋の双子の老主人兄弟。1人の女房は、いつも髪の毛をくしゃくしゃにさせた肥っちょ。もう1人の女房は、痩せっぽちで、少し藪睨み。双子の主人たちは、夏場は仲良く商売をしているが、冬場は喧嘩をし始め、口も利かずに過ごすことさえある。
画家
ベレー帽をかぶった若い画家。花屋の絵を描いている少女に話しかける。「私」はそれを見て焼きもちを焼く。道ですれ違い、少女と画家が交換した親しげな目配せや会釈を見て、「私」は黙り込む。
ちんばの花売り
松葉杖をついて、背中に花籠を背負っているちんばの男。小さな帽子をかぶっている。まだうら若い。少女がその花売りをモデルに絵を描いてみたいと言ったことで、「私」はそれがどんな男か気になる。
友人
「私」の学生時代からの友人。若い細君や妹たちと一緒に村にやって来ていた。私と少女が夕暮れの暗い道を歩いているときに出くわす。妻は10年前に「私」がすれ違った少女たちの中の1人。
その他の人々
向日葵の少女の父親。道で会いそうになった昔の知り合いの女友達連中。

## 作品評価・解釈
『美しい村』は堀辰雄の軽井沢文学の代表的作品の一つであるが、その美しい自然描写は評価が高く、横光利一も堀へ直接に賛辞の手紙を送るなど、総体的に評論家や作家からも評価が高い作品である。
丸岡明は、『ルウベンスの偽画』に始まる堀辰雄の文学活動は、『聖家族』において一つの頂点を示し、その後のいくつかの作品を経て、この『美しい村』に到達したとし、『美しい村』の各4章は、「互いに精巧な歯車で直接小説の核心に結びつき、ここでは論理と理知とが、一体に溶け合って、雪の華のような不思議な均衡を保っている」と評している。
三島由紀夫は『美しい村』を、「人物が自然の陰に、ちやうど赤い木の実が葉むらの陰に見えかくれするやうに見えかくれしてゐる不思議な小説」だとし、作者・堀辰雄の目を通して見た「精緻な人工的な自然」が、ほぼこの小説の「音楽的主題」を成していると評している。そして、物語そのものよりも「自然描写」が小説の価値を決定づけている例として、堀が藤づるを美しく描写している部分を引用し、日本の小説が「小説よりも詩に近い要素」を多く持っている一例として解説している。そして、本来西欧的な意味において「小説」とはあくまで「人間関係の物語」で、その発生過程がそもそも反自然的なものではあるが、堀のような日本の作家のもつ「自然描写の特殊性」は、そういった人間ドラマの「ダイナミックな要素」より、「自然の静的な象徴的な要素」の方が、昔から今に亘る日本の作家にとり、強い吸引力を持っていることの表われであり、それが「独特な日本の小説の特殊性を作っている」プラスの面であると三島は考察している。
前田愛は『美しい村』が、主人公が4本の散歩道を何度か辿るうちに、「小説のテクストが生成しはじめる」という「入れ子構造」を持っていることに触れ、堀辰雄が小説のなかの風景を描くというよりも、「風景のなかの小説」を描くという独創的な試みをしようとしたと解説している。また「序曲」の章（かつての恋人におくる手紙の章）が、「寄物陳思（ものによせておもひをのぶる）の作法」にかなっているとし、「誰にも見られずに散つてしまふさまざまな花（野薔薇や躑躅）」を自分1人だけでいくつしもうとする堀の感性のはたらきは、『古今集』の中の「五月待つ花たちばなの香をかげば昔の人の袖の香ぞする」（読人知らず）の心と通じるものがあり、「戦後の雑駁な世界」に生きている現代人よりも、よほど「平安時代の風流心」に近づいているとし、以下のように解説している。
また堀の作品の中でも、特にプルーストの影響が強くあらわれている『美しい村』には、『失われた時を求めて』の架空の町・コンブレの風景描写が溶かし込まれ、4本の散歩道に沿って現れるそれぞれの心象風景が微妙に描き分けられるところは、『失われた時を求めて』のスワン家の方の道と、ゲルマントの方の道で回想される恋人たちとの出会いを二つに切り分けているところとの共通性が鑑みられ、花と少女が重ね写しになるところの着想は、『失われた時を求めて』の中の「花咲く乙女たちのかげに」からヒントを得ていると前田は指摘しつつも、『美しい村』は『失われた時を求めて』の単なるミニチュアではなく、「ミニチュア以上の何か」であるとし、向日葵の少女・矢野綾子との「偶然の宿命といってもいい幸運な出会い」が作品生成の力となり、彼女の登場する「夏」の章からは、「失われた時を求めるプルースト風の小説」から「現在時の小説」へと成長しはじめ、風景が「呼吸づきはじめる」と評している。

## おもな刊行本
- 『美しい村』（野田書房、1934年4月20日） 限定500部
  - ※ 1937年11月に再版。
- 文庫版『風立ちぬ・美しい村』（新潮文庫、1951年1月25日。改版1987年、2011年、2013年。）
  - カバー装画：松本孝志。解説：丸岡明「『風立ちぬ・美しい村』について」。中村真一郎「堀辰雄 人と作品」。注解（谷田昌平）。著者年譜
  - 収録作品：「美しい村」「風立ちぬ」
  - ※ 2011年改版後は、カバー装画：最上さちこ
- 文庫版『風立ちぬ・美しい村』（岩波文庫、1956年1月9日。改版1981年2月。）
  - 解説：河上徹太郎
- 文庫版『風立ちぬ・美しい村』（角川文庫、1968年）
  - カバー装幀：鈴木成
  - 解説：河上徹太郎、矢内原伊作。丸岡明「堀辰雄―生涯と文学」
  - 柴田翔「軽井沢と死のにおい―堀辰雄の作品をめぐって」。堀多恵子「堀辰雄抄―『風立ちぬ』に思うこと」
  - 収録作品：「美しい村」「麦藁帽子」「旅の絵」「鳥料理」「風立ちぬ」「『美しい村』ノオト」